# Desiree West
Desiree West, née le 25 août 1954, est une actrice de films pornographiques américaine.

## Biographie
Elle commence sa carrière en 1973. Desiree West est noire avec une poitrine importante, c'est l'une des premières Afro-américaines à avoir tourné dans des films X. Elle dit être membre du "Black Panther Party".
Desiree West rentre dans XRCO Hall of Fame dans les années 1990.
En 2004 sort une compilation de ses performances X dans "Double-D Soul Sister: A Desiree West Collection", vidéo qui relancera sa renommée auprès du public.
C'est une "Legends of Porn".

## Récompenses
- XRCO Hall of Fame

## Filmographie sélective
- Teenangel (1973)
- Teenage Runaway (1975)
- Carnal Haven (1975)
- Night Pleasures (1976)
- Sweet Cakes (1976) de Howard Ziehm
- Teenage Madam (1977)
- That's Erotic (1979)
- Ebony Erotica 1 (1985)
- True Legends Of Adult Cinema: The Unsung Superstars (1993)
- Tribute To The King 2 (2002)
- Double-D Soul Sister: A Desiree West Collection (2004)